# Amitié (Maurice)
Pour les articles homonymes, voir Amitié (homonymie).
Amitié est un village du nord de l'île Maurice dépendant du district de Rivière du Rempart, sauf la partie Ouest (inhabitée) qui dépend du district de Pamplemousses. Il comptait 2 256 habitants au recensement de 2011.
Le village a été formé en 1821, lorsque trois planteurs (Alexandre de Sornay, Thomy Pitot de La Beaujardière et Charles Edward) fondent un domaine d'exploitation de canne à sucre de 760 arpents avec fabrique sucrière. Amitié se peuple des ouvriers travaillant sur l'exploitation qui sont tous originaires des Indes britanniques. Ce sont leurs descendants qui y habitent aujourd'hui.
Le village possède  un des plus anciens temples hindous  de l'île, construit en 1863. 